# Akademia Muzyczna im. Stanisława Moniuszki w Gdańsku

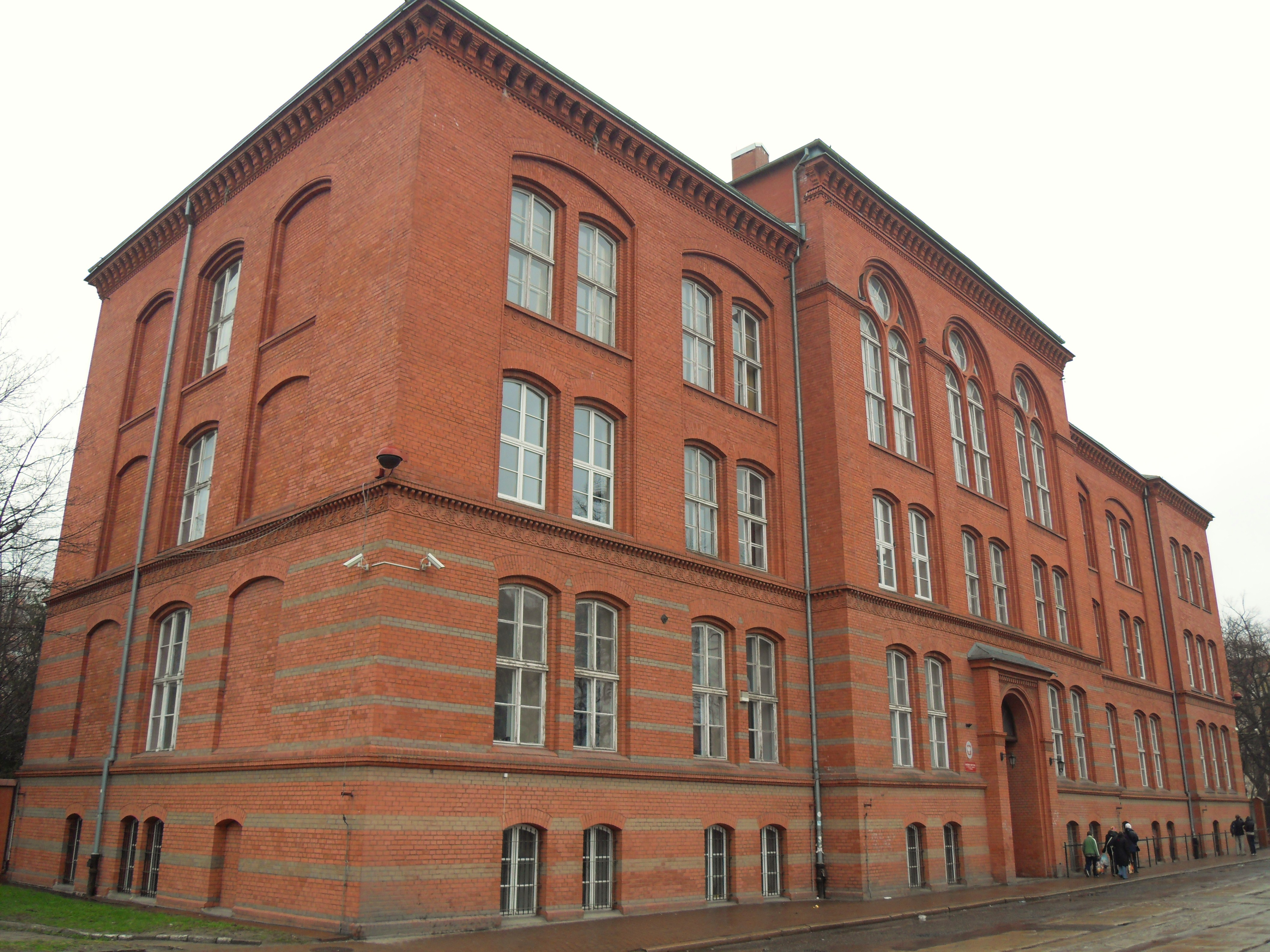
Budynek A (czerwony) Akademii Muzycznej w Gdańsku

Akademia Muzyczna im. Stanisława Moniuszki w Gdańsku – polska uczelnia muzyczna w Gdańsku. Uczelnia podlega i jest nadzorowana przez Ministerstwo Kultury i  Dziedzictwa Narodowego.
Celem jej działalności jest kształcenie artystów: instrumentalistów, wokalistów, aktorów musicalowych, kompozytorów, teoretyków muzyki, dyrygentów symfonicznych i chóralnych, pedagogów sztuki muzycznej, nauczycieli wychowania muzycznego, nauczycieli rytmiki, instruktorów zespołów wokalno-instrumentalnych, organizatorów życia muzycznego.

## Historia
Państwowa Wyższa Szkoła Muzyczna została założona w Sopocie w 1947 przez Stefana Śledzińskiego i grupę pedagogów, wśród których byli m.in. Janina Cygańska, Jan Ekier, Zenon Feliński, Roman Heising, Janusz Urbański.
W 1966 uczelnię przeniesiono z Sopotu do Gdańska, gdzie została umiejscowiona w Śródmieściu przy ul. Łagiewniki. W czasie najdłuższej w historii uczelni kadencji rektorskiej, rektora prof. dr. Antoniego Poszowskiego, nastąpił duży rozwój Akademii. Utrwaliła się czterowydziałowa struktura. Udostępniono zaplecze naukowe i dydaktyczne w postaci Biblioteki Głównej, utworzonego w 1972 wydawnictwa, jak również studia nagrań i zakładu foniatrii. Założono Instytut Teorii Muzyki. W 1982 uczelnia otrzymała obecną nazwę.
Problem bazy lokalowej dla stale rozwijającej się uczelni został rozwiązany w latach 90. za kadencji rektorskich prof. Romana Sucheckiego (przejęcie obiektu dawnego Wojskowego Liceum Muzycznego) i prof. Waldemara Wojtala (przeprowadzenie wielkoskalowych inwestycji budowlanych). W trakcie ostatniej z wymienionych kadencji przeniesiono uczelnię do obecnej głównej siedziby Akademii w budynku dawnych pruskich koszar przy ul. Łąkowej.
Z okazji jubileuszu 60-lecia, Akademia otrzymała w 2007 Nagrodę Prezydenta Miasta Gdańska w Dziedzinie Kultury.

## Władze[4]
W kadencji 2024–2028:
- Rektor – prof. dr hab. Ryszard Minkiewicz
- Prorektor ds. organizacji i nauki – prof. dr hab. Marek Rocławski
- Prorektor ds. studenckich i promocji aMuz – dr Magdalena Ochlik-Jankowska
- Prorektor ds. artystycznych – dr hab. Andrzej Kacprzak
- Kanclerz – Bogdan Theisebach[6]

## Rada Akademii Muzycznej

### Kadencja 2025–2028[7][8]
- przewodniczący
  - Jan Strawiński

### Kadencja 2021–2024[9][10][11][12]
- przewodniczący
  - Jan Strawiński[13][14]

### Kadencja 2019–2020[15][16]
- przewodniczący
  - Jarosław Olek[17][18]

## Wydziały[19]
- I – Wydział Dyrygentury, Kompozycji i Teorii Muzyki
- II – Wydział Instrumentalny
- III – Wydział Wokalno-Aktorski
- IV – Wydział Dyrygentury Chóralnej, Muzyki Kościelnej, Edukacji Artystycznej, Rytmiki i Jazzu

## Jednostki międzywydziałowe[20]
- Międzywydziałowa Katedra Akompaniamentu – kierownik dr hab. Izabela Paszkiewicz-Ginter[21]
- Studium Języków Obcych – kierownik mgr Agata Bobras[22]
- Studium Pedagogiczne – kierownik dr hab. Izabela Paszkiewicz-Ginter[23]
- Studium Wychowania Fizycznego – kierownik prof. dr hab. Krzysztof Prusik[24]

## Poczet rektorów[25][4]
1. Jan Ekier (1947–1948)
2. Stefan Śledziński (1948–1951)
3. Władysław Walentynowicz (1951–1952)
4. Florian Dąbrowski (1952–1954)
5. Władysław Bukowiecki (1954–1956)
6. Piotr Rytel (1956–1961)
7. Roman Heising (1961–1972)
8. Antoni Poszowski (1972–1987)
9. Roman Suchecki (1987–1993)
10. Waldemar Wojtal (1993–1999)
11. Antoni Poszowski (1999–2003)
12. Waldemar Wojtal (2004–2005)
13. Bogdan Kułakowski (2005–2012)
14. Maciej Sobczak (2012–2020)
15. Ryszard Minkiewicz (od 2020)